# 安部忠彦
安部 忠彦（あべ ただひこ）は、日本のコンサルタント。現在、富士通総研経済研究所取締役。

## 経歴
- 1976年3月 東京大学 理学部 地質学科 卒業
- 1978年3月 東京大学 理学系研究科 地質学専攻 修士課程 修了
- 2004年3月 金沢大学 自然科学研究科 システム創成科学専攻 博士課程 後期課程 修了
- 1987年4月 三菱鉱業セメント（株）<現三菱マテリアル>
- 1988年1月 （株）長銀総合研究所コンサルティング部 副主任研究員
- 1989年4月 同 産業調査部 主任研究員
- 1994年4月 同 経済調査部 主任研究員
- 1997年4月 同 産業調査部 主任研究員
- 1998年10月 （株）長銀総研コンサルティング国際開発事業部 チーフコンサルタント
- 1992年2月 （株）富士通総研 経済研究所 主任研究員
- 2002年2月 同 主席研究員

## 著書、論文
- サービスサイエンスとは何か（富士通総研 研究レポート 246号 2005.12）
- イノベーションと技術経営（2005.9 164）
- ベンチャーと技術経営 丸善（2005.7 272）
- 日本の製造業におけるCTOの役割とその育成（富士通総研 研究レポート）
- デジタル家電の成長戦略（富士通総研 研究レポート）
- 日本におけるMOT教育の実態と課題（富士通総研 研究レポート）
- 日本のエレクトロニクス産業の復活に向けて（新資源大国を創る 時事通信社）
- 知識型産業における競争力獲得に向けて（富士通総研 研究レポート）
- 企業間分業構造、製品・部品構造と電子商取引システム 情報化と経済システムの転換  （東洋経済新報社）
- 新リーディング『産業』が日本を変える（日本プラントメンテナンス協会）

## その他
大学院での安部ゼミナールでは、MOT、技術経営をコアとし論文指導にあたっている。